# 松平隆見
松平 隆見（まつだいら たかみ）は、江戸時代前期の旗本。長崎奉行（在任：1666年 - 1671年）などを務めた。

## 生涯
松平行隆の長男として生まれる。承応2年（1653年）に家督を継承。父の遺領1300石のうち300石を弟の松平隆春に分け、1000石を継いだ。
承応3年（1654年）に御小姓組番士となったのち、万治2年（1659年）に将軍の命により「所々の土居修理の奉行」を務める。寛文2年（1662年）に御使番となり、布衣を許される。寛文5年（1665年）、御先手弓頭となる。
寛文6年（1666年）3月19日、長崎奉行に転じるとともに、500石を加増された。相役は河野通定（在任：1666年 - 1672年）。
長崎に来航した中国船と日本人商人との交易（長崎貿易参照）は、日本の船宿を介した相対貿易法によって行われており、中国商人が指定した船宿（「差宿」と呼ばれる）が、商人の宿泊や商品の保管、取引の斡旋などを担っていた。寛文6年（1666年）6月9日、隆見は指示を出し、来航した中国商人の宿泊・商品保管・取引斡旋などの業務を各町に振り当てることとした（船宿が担っていた機能を担う町を「宿町」と呼ぶ）。この措置は、奉行所による貿易統制を強化する目的と見られる。
寛文6年（1666年）8月、朝鮮で幽閉されていたオランダ人ヘンドリック・ハメルらが五島列島に脱出した。ハメルらは五島藩に保護され長崎に護送された。隆見はハメルらを漂流を偽装したキリスト教宣教師と疑い厳しく詮議したうえで、オランダ商館に身柄を引き渡した。
寛文9年（1669年）、長崎奉行所は萩原祐佐に命じて真鍮製の踏絵板を作らせた（絵踏みそのものは寛永年間（1620年代）に始まっている）が、当時の長崎奉行が隆見と河野である。また寛文9年（1669年）には、崇福寺住職の任免（長崎奉行所の許可が必要であった）に関して即非と曇瑞を叱責している。寛文10年（1670年）には、オランダ東インド会社の薬剤師ゴットフリード・ヘック (Godefried Haeck) に要請し、長崎周辺の薬用植物調査を行わせている。
寛文11年（1671年）に職を辞して寄合となるが、延宝7年（1679年）に普請奉行となった。
天和2年（1682年）死去。婿養子の松平隆欽（戸田忠時の次男）が跡を継いだ。